# Milica Janković
Milica Janković (* 23. November 1881 in Požarevac; † 27. Juni 1939 in Niška Banja) war eine serbische Schriftstellerin.

## Werke
Die heute weitgehend vergessene Schriftstellerin verfasste hauptsächlich Romane und Erzählungen, auch Kinderbücher.

### Erzählungen
- Исповести, Belgrad 1913 (unter dem Pseudonym L. Michajlowitsch)
- Чекање
- Калуђер из Русије
- Путеви
- Природа и деца, Belgrad 1922
- Људи из скамије, Belgrad 1937 – (Menschen von der Schulbank)
- Истините приче о деци и за децу

### Romane
- Пре среће, Zagreb 1918
- Плава госпођа, Belgrad 1924 – (Die blonde Dame)
- Мутна и крвава

### Kinderbuch
- Зец и миш

### Sonstiges
- Незнани јунаци, Belgrad 1913

### Übersetzung ins Deutsche
- Das Warten, 1932

| Personendaten    | Personendaten              |
| ---------------- | -------------------------- |
| NAME             | Janković, Milica           |
| KURZBESCHREIBUNG | serbische Schriftstellerin |
| GEBURTSDATUM     | 23. November 1881          |
| GEBURTSORT       | Požarevac                  |
| STERBEDATUM      | 27. Juni 1939              |
| STERBEORT        | Niška Banja                |